# Soledad Miria
L'île Soledad Miria est une petite île du Panama, en mer des Caraïbes,  appartenant administrativement à la comarque indigène de Guna Yala.

## Description
L'île ne mesure que 700 mètres de long, mais elle est densément peuplée (1 014 habitants). 
Le 26 décembre 2006, un incendie provoqué par l’explosion d’une cuisinière à gaz a détruit 39 bâtiments en 10 minutes, soit environ la moitié des habitations de l’île. 348 personnes ont été blessées mais aucune n'est morte. 
L'île a été laissée sans eau potable. De nombreux habitants de la petite île sont allés en mer à bord de bateaux de pêche pour éviter d'être brûlés.